# Parafia Trójcy Świętej w Róży Wielkiej
Parafia pw. Trójcy Świętej w Róży Wielkiej – parafia należąca do dekanatu Wałcz, diecezji koszalińsko-kołobrzeskiej, metropolii szczecińsko-kamieńskiej. Została utworzona w XIX wieku. Siedziba parafii mieści się pod numerem 26.

## Historia
Wieś Róża Wielka powstała prawdopodobnie w XVI wieku, po raz pierwszy jest wzmiankowana w 1555 roku. Należała wówczas do starostwa ujsko-pilskiego.
W 1565 roku Wojciech Czarnkowski wydał zezwolenie Janowi Gelinghausowi na budowę huty żelaza na gruncie pustym zwanym Róża, który wówczas należał do dóbr bialskich.
W 1621 roku król Zygmunt III nadał sołectwo w Róży rodzinie Kion za służbę w wojskach koronnych.
Pierwszy  kościół powstał w XVI wieku. W 1593 roku przejęli go protestanci. W 1609 roku prawdopodobnie wybudowali nowy drewniany kościół i utrzymali go do 1623 roku, kiedy  przejęli go katolicy. Wtedy też nadano mu imię Świętej Trójcy.
W 1628 roku miał on status kościoła parafialnego i wraz z filiami w Leżenicy i Gostomi zarządzał nim  komendariusz Piotr Walcenn, kanonicznie ustanowiony w 1626 roku.
W 1641 roku komendariusz Adam Jerzy nie miał  kanonicznej instytucji i urzędował tylko chwilowo.
W zastępstwie nieobecnego duchownego rektor szkoły czytał ludowi postyllę katolicką w języku niemieckim i śpiewał  z nimi nabożne pieśni.
Później kościół w Róży bywał nieobsadzony i być może z tego powodu został w 1663 roku filią Wałcza.
Komendariusz w Róży miał plebanię, stodołę, oborę, sad, staw rybny, włókę ziemi i pobierał dziesięcinę.
W 1689 roku Róża miała 64 dymy. W 1800 roku mieszkało w niej 338 katolików i 86 luteran.
W 1827 roku  drewniany kościół w Róży spłonął. W jego  miejsce w latach 1830–1832  wybudowano nowy kościół, poświęcony w 1833 roku przez ówczesnego oficjała wałeckiego ks. Józefa Dalskiego. W  1834 roku erygowano powtórnie parafię w Róży.

## Miejsca święte

### Kościół parafialny
Kościół pw. Trójcy Świętej w Róży Wielkiej
Kościół parafialny został zbudowany w 1832 roku w stylu neoromańskim, poświęcony w 1833. 

### Kościoły filialne i kaplice
- Kościół Świętej Rodziny w Kępie
- Kościół św. Jakuba Apostoła w Leżenicy
- Kościół Matki Bożej Królowej Polski w Łomnicy

## Duszpasterze

### Proboszczowie
- ks. Jan Klenowski (1946-1950),
- ks. Roman Kapczyński (1951),
- ks. Stanisław Grzebalski (1951-1955),
- ks. Henryk Paruzel (1955-1961),
- ks. Kazimierz Karpiński (1961),
- ks. Stefan Majchrzak (1961-1985),
- ks. Antoni Czernuszewicz (1986),
- ks. Ryszard Baran (1986-1993),
- ks. Józef Pietras (1993-1997),
- ks. Erwin Szczepanek (1997-1998),
- ks. Roman Molik (1998-2001),
- ks. Marek Mackiw (2001-2008),
- ks. Andrzej Malczyński (2008-2013),
- ks. Adam Paź (2013-2020),
- ks. Dariusz Leśniewski (od 2020)[2]